# Chrobotek rozetkowy

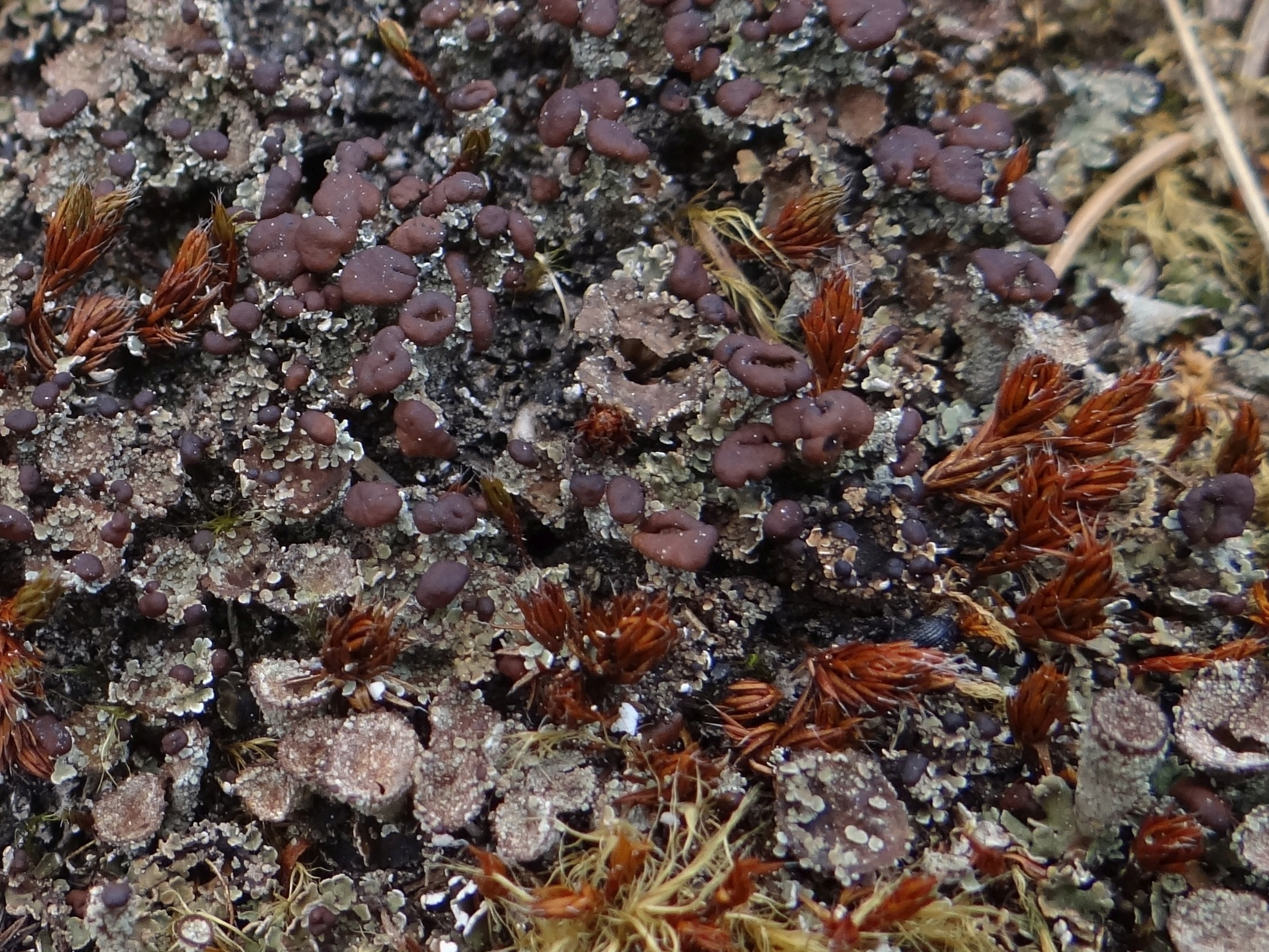
Podecja z apotecjami

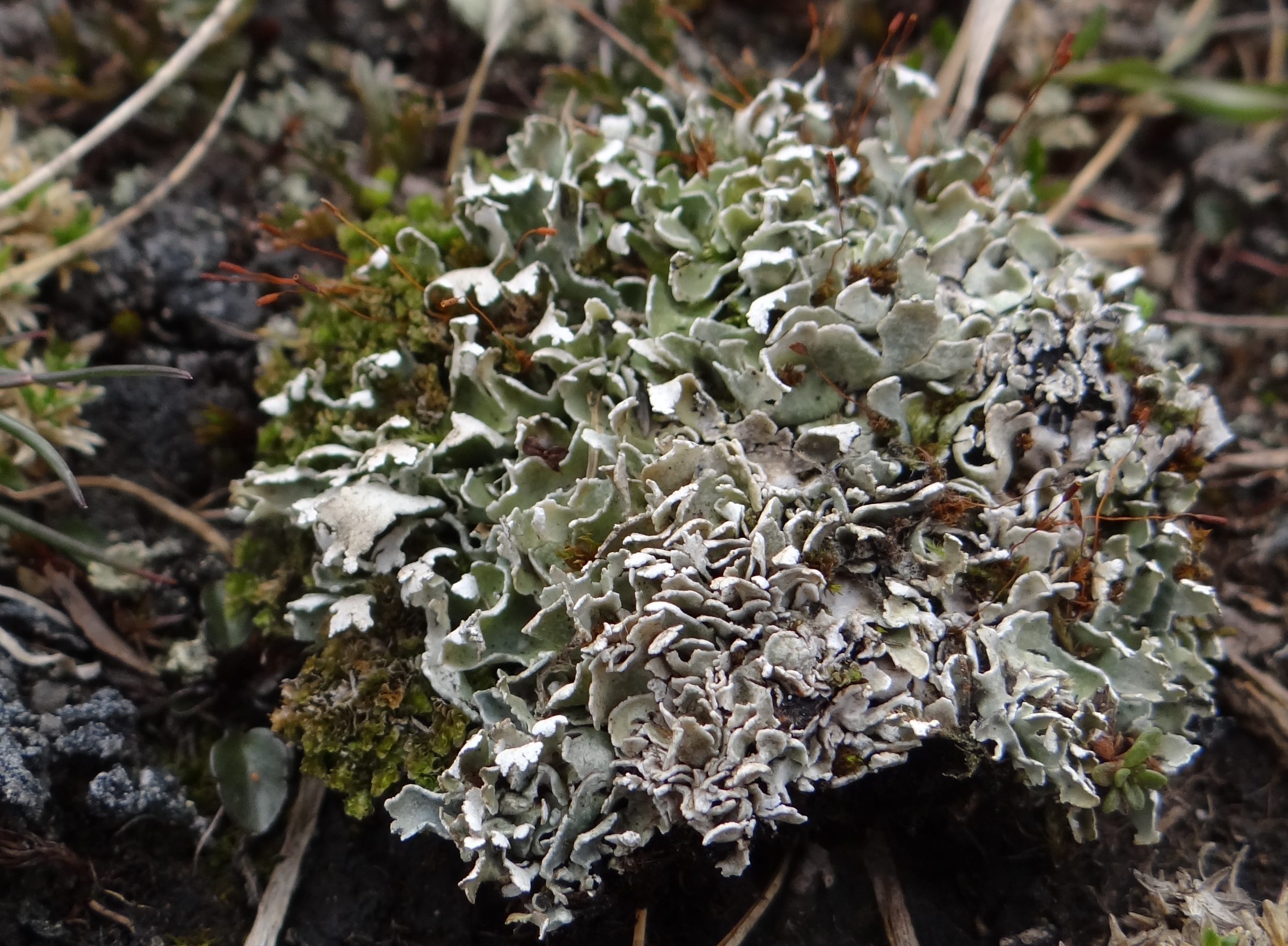
Plecha pierwotna bez podecjów

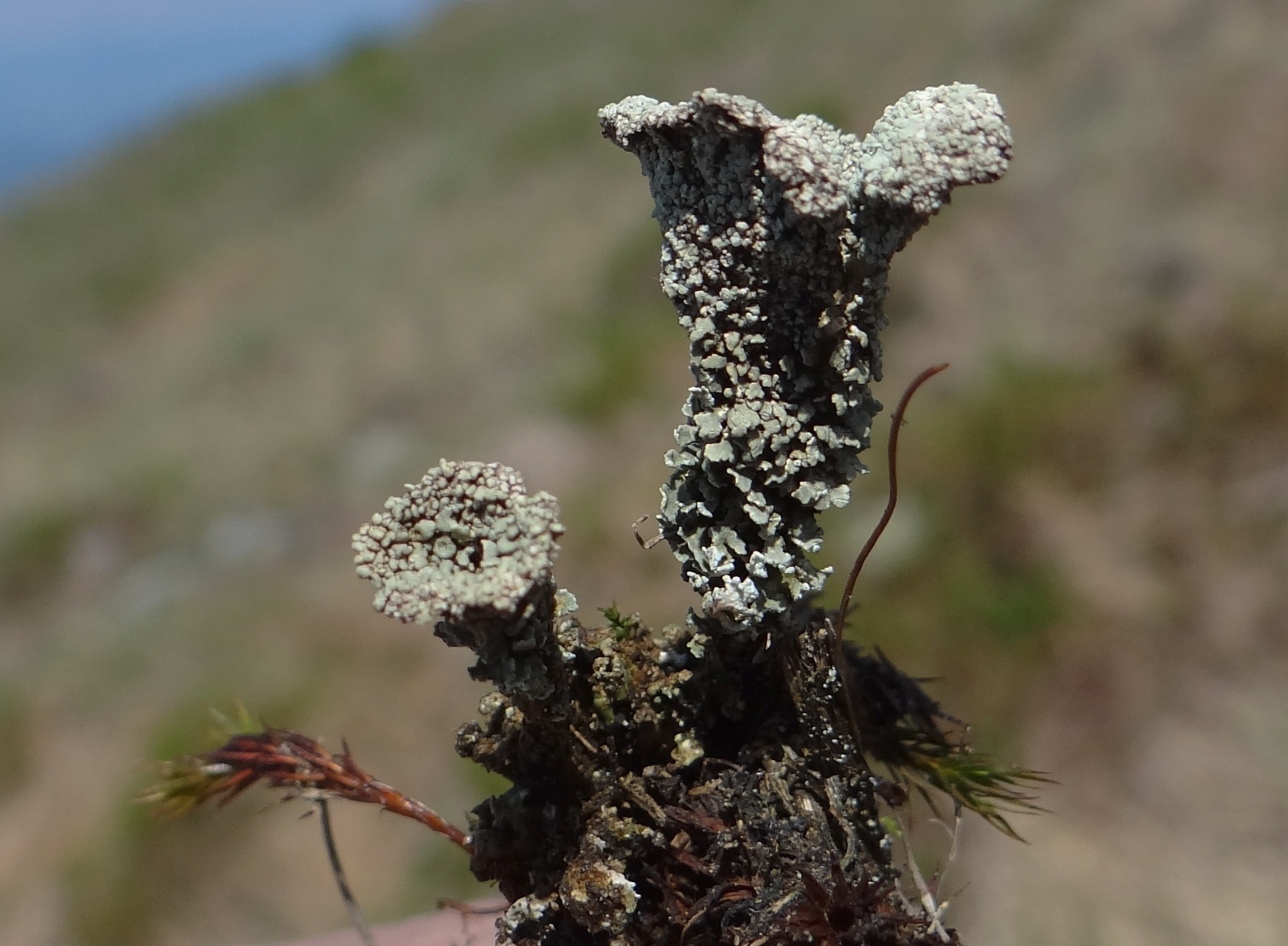
Dwa podecja

Chrobotek rozetkowy (Cladonia pocillum (Ach.) O.J. Rich.) – gatunek grzybów należący do rodziny chrobotkowatych (Cladoniaceae). Ze względu na współżycie z glonami zaliczany jest do porostów.

## Systematyka i nazewnictwo
Pozycja w klasyfikacji według Index Fungorum: Cladonia, Cladoniaceae, Lecanorales, Lecanoromycetidae, Lecanoromycetes, Pezizomycotina, Ascomycota, Fungi.
Po raz pierwszy takson ten zdiagnozował w roku 1803 Erik Acharius zaliczając go do rodzaju Baeomyces (grzybinka), jako Baeomyces pocillum. Obecną, uznaną przez Index Fungorum nazwę nadał mu w tym samym roku Olivier Jules Richard, przenosząc go do rodzaju Cladonia.
Synonimy naukowe:
- Baeomyces pocillum Ach. 1803
- Cladonia chlorophaea subf. cervina (Nyl.) M. Choisy1951
- Cladonia pyxidata subsp. pocillum (Ach.) Å.E. Dahl 1950
- Cladonia pyxidata var. pocillum (Ach.) Flot. 1927

Nazwa polska według Krytycznej listy porostów i grzybów naporostowych Polski.

## Charakterystyka
Plecha pierwotna
Na podłożu tworzy plechę pierwotną złożoną z trwałych łuseczek przypominających listki. Są one płaskie, przylegają do podłoża, mają podwinięte do góry brzegi i tworzą rozetki o szerokości do 4 cm. Są stosunkowo grube – mają grubość do 0,1 mm, a szerokość odcinków wynosi 2–5 mm. Brzegi łusek są równe lub karbowane. Łuski często bywają popękane. Górna powierzchnia jest błyszcząca i ma barwę zielonawą, oliwkową, kasztanową lub miedzianą. Dolna strona łusek jest kosmato-włóknista, rdzeń jest biały, o strukturze podobnej do kredy.
Podecja
Na plesze pierwotnej zazwyczaj wyrastają podecja, czasami jednak brak ich nawet na dobrze rozwiniętych rozetkach plechy. Mają wysokość 5–15 mm i tworzą lejkowate, stopniowo ku podstawie zwężające się kubki, górą osiągające szerokość 3–6 mm. Kora podecjów jest barwy ciemnobrązowej lub zielonkawo-brązowej i w całości pokryta jest łuskami o kształcie areolek, brodawek lub granulek, na starszych okazach tworzących fyllokladia. Łuski te występują również wewnątrz kubków.
Rozmnażanie
Zazwyczaj na obrzeżu kubków podecjów licznie występują brązowe apotecja o średnicy do 3 mm. Ponadto na obrzeżach kubków licznie występują znacznie mniejsze, gruszkowate i również brązowe pyknidy zawierające w środku bezbarwną galaretkę. Powstają w nich konidiospory o rozmiarach 6–1 μm. Urwistków brak.
Reakcje barwne
K- lub K + żółtawy, zmieniający się na brązowo, C, KC-, P + czerwony. Kwasy porostowe: kwas fumarprotocetrariowy. 

## Występowanie i siedlisko
Występuje na wszystkich kontynentach świata z wyjątkiem Antarktydy, ale jest na należących do Antarktyki wyspach Szetlandy Południowe, Orkady Południowe i inne. Występuje także na wielu wyspach na całym świecie. Na półkuli północnej północna granica zasięgu sięga po północne wybrzeża Grenlandii i archipelag Svalbard. W Polsce występuje głównie w górach, na wyżynach i na pobrzeżu Bałtyku. W Tatrach jest pospolity.
Rośnie najczęściej na glebie, na wapiennych skałach i na mchach, rzadziej na korze drzew i na innych podłożach. 

## Gatunki podobne
Chrobotek rozetkowy charakteryzuje się grubymi i błyszczącymi łuskami plechy pierwotnej, które często upodobniają go do porostów listkowatych (zwłaszcza, gdy brak podecjów). Charakterystyczne dla tego gatunku jest również występowanie okrągławych łusek na wewnętrznej stronie kubków. Często jednak bardzo podobny jest chrobotek kubkowaty (Cladonia pyxidata), sytuację dodatkowo komplikuje fakt, że w górskich warunkach podobne morfologicznie są także chrobotek kieliszkowaty (Cladonia chlorophaea) i chrobotek strzępiasty (Cladonia fimbriata). Niektórzy lichenolodzy podają w wątpliwość odrębność gatunkową chrobotka rozetkowego, uważając go tylko za związany z wapiennym podłożem ekotyp chrobotka kubkowatego. Przeprowadzone w USA badania genetyczne w obrębie form zaliczanych do C. pocillum i C. pyxidata wykazały jednak istnienie odrębności genetycznej między tymi gatunkami, oraz że C. pocillum wywodzi się z linii rozwojowej C. pyxidata (był on jego przodkiem). Na obecnym poziomie wiedzy należy uznać odrębność tych gatunków, tym bardziej że występują one w różnych siedliskach.